# NGC 3201
Az NGC 3201 (más néven Caldwell 79) egy gömbhalmaz a Vela (Vitorla) csillagképben.

## Felfedezése
Az gömbhalmazt James Dunlop fedezte fel 1826. május 28-án.